# Bone Lake (Wisconsin)
Bone Lake es un pueblo ubicado en el condado de Polk en el estado estadounidense de Wisconsin. En el Censo de 2010 tenía una población de 717 habitantes y una densidad poblacional de 7,82 personas por km².

## Geografía
Bone Lake se encuentra ubicado en las coordenadas 45°36′3″N 92°20′7″O / 45.60083, -92.33528. Según la Oficina del Censo de los Estados Unidos, Bone Lake tiene una superficie total de 91.74 km², de la cual 86.72 km² corresponden a tierra firme y (5.47%) 5.02 km² es agua.

## Demografía
Según el censo de 2010, había 717 personas residiendo en Bone Lake. La densidad de población era de 7,82 hab./km². De los 717 habitantes, Bone Lake estaba compuesto por el 96.23% blancos, el 0.7% eran afroamericanos, el 1.95% eran amerindios, el 0.14% eran asiáticos, el 0% eran isleños del Pacífico, el 0.14% eran de otras razas y el 0.84% pertenecían a dos o más razas. Del total de la población el 0.56% eran hispanos o latinos de cualquier raza.